# Вилчеле (Васлуй)
Вилчеле (рум. Vâlcele) — село у повіті Васлуй в Румунії. Входить до складу комуни Ошешть.
Село розташоване на відстані 277 км на північ від Бухареста, 24 км на північний захід від Васлуя, 46 км на південь від Ясс.

## Населення
За даними перепису населення 2002 року у селі проживали 65 осіб, усі — румуни. Усі жителі села рідною мовою назвали румунську.